# ناحیه ون هوک، شهرستان مونتریل، داکوتای شمالی
ناحیه ون هوک، شهرستان مونتریل، داکوتای شمالی (به انگلیسی: Van Hook Township, Mountrail County, North Dakota) یک سکونتگاه مسکونی در ایالات متحده آمریکا است که در شهرستان مونتریل، داکوتای شمالی واقع شده‌است.

## خصوصیات
ناحیه ون هوک ۴۲ نفر جمعیت دارد و ۵۸۰ متر بالاتر از سطح دریا واقع شده‌است.